# Navia ocellata
Navia ocellata är en gräsväxtart som beskrevs av Lyman Bradford Smith. Navia ocellata ingår i släktet Navia och familjen Bromeliaceae. Inga underarter finns listade i Catalogue of Life.